# Fredlanea viridipennis
Fredlanea viridipennis är en skalbaggsart som först beskrevs av Bates 1881.  Fredlanea viridipennis ingår i släktet Fredlanea och familjen långhorningar. Inga underarter finns listade i Catalogue of Life.